# Шереметьєвка (Мар'яновський район)
Шеремет'євка (рос. Шереметьевка) — присілок у Мар'яновському районі Омської області Російської Федерації.
Орган місцевого самоврядування — Боголюбовське сільське поселення. Населення становить 356 осіб.

## Історія
Згідно із законом від 30 липня 2004 року органом місцевого самоврядування є Боголюбовське сільське поселення.

## Населення
| 2010 |
| ---- |
| 356  |